# Massimo Vitali
Massimo Vitali (Como, 1º gennaio 1944) è un fotografo italiano.

## Biografia
Massimo Vitali è nato a Como, Italia, nel 1944. Si è trasferito a Londra dopo il liceo, dove ha studiato fotografia al London College of Printing.
All'inizio degli anni Sessanta inizia a lavorare come fotoreporter, collaborando con molte riviste e agenzie in Italia e in Europa. In questo periodo conosce Simon Guttmann, il fondatore dell'agenzia Report, che diventerà fondamentale per la crescita di Massimo come "Concerned Photographer".
All'inizio degli anni Ottanta una crescente sfiducia nella convinzione che la fotografia avesse una capacità assoluta di riprodurre le sottigliezze della realtà ha portato a un cambiamento nel suo percorso professionale. Ha iniziato a lavorare come direttore della fotografia per la televisione e il cinema. Tuttavia, il suo rapporto con la macchina fotografica non è mai cessato e alla fine ha rivolto nuovamente la sua attenzione alla "fotografia come mezzo di ricerca artistica".
La sua serie di panorami di spiagge italiane è iniziata alla luce dei drastici cambiamenti politici in Italia. Massimo iniziò a osservare con molta attenzione i suoi connazionali. Ha rappresentato una "visione igienizzata e compiacente della normalità italiana", rivelando allo stesso tempo "le condizioni interne e i disturbi della normalità: la sua falsità cosmetica, allusioni sessuali, svago mercificato, senso di benessere illuso e conformismo rigido". [Whitney Davis, "How to Make Analogies in a Digital Age" in October Magazine, Summer 2006, n.117, p.71-98.]
Negli ultimi 30 anni ha sviluppato un nuovo approccio alla rappresentazione del mondo, illuminando l'apoteosi della Mandria, esprimendo e commentando attraverso le forme più intriganti e palpabili dell'arte contemporanea: la Fotografia.
Nel 1995 ha iniziato la Beach Series.
Vive e lavora a Lucca, in Italia.

## Collezioni
AGO Art Gallery of Ontario (Canada)
Conservatoire du Littoral Paris (France)
Centro de Arte Reina Sofia Madrid (Spain)
Centro per L’Arte Contemporanea Luigi Pecci Prato (Italy)
The Guggenheim New York (USA)
Museo de Arte contemporaneo de Castilla y Leon (Spain)
Belgacom Bruxelles (Belgium)
Fondazione Sandretto Rebaudengo Guarene, Torino (Italy)
Metropolitan Bank Trust Photo Collection, Chicago (USA)
MMK Frankfurt am Main Sammlung E-On, Duesseldorf (Germany)
Museum of Contemporary Art Denver (USA)
Agnes b. Paris (France)
Fond National d’Art Contemporain Paris (France)
Arts Plastiques (Belgium)
Fondation Cartier Paris (France)
Fortis Bank (Germany)
FRAC Alsace (France)
ABN Amro (NL)
Arken Museum (Denmark)
AkzoNobel (NL)
Vanmoerkerke Collection (NL)
Centre Pompidou Musée National d’Art Moderne Paris (France)
Neue Galerie der Stadt Linz (Austria)
UBS-SBV, Switzerland / Italia
Samuel P. Harn Museum of Art Gainesville, Florida (USA)
UNICREDIT (Germany)
Autostadt Wolfsburg – Volkswagen Collection (Germany)
Elton John Atlanta (USA)
Vacances Bleues Paris (France)
Ella Fontanals Cisneros Collection (USA)
Essl Sammlung Austria (A)
Deutsche Bank (D)
Rupert Everett (UK)
Sacha Cohen (USA)
Cameron Diaz (USA)
Courteney Cox (USA)
The Nelson-Atkins Museum of Art Kansas City MO (USA)
The Hallmark Collection Kansas City, MO (USA)
AT&T Corporate Collection (USA)
JWT New York (USA)
Kenneth Cole Collection (USA)

## Pubblicazioni
Di seguito riportiamo una selezione di pubblicazioni di Massimo Vitali.
2020
Leporello 2020. No Country for Old Men, Studio Massimo Vitali
2019
Entering a New World, Steidl, Goettingen
Short Stories, Steidl, Goettingen
2011
Natural Habitats, Steidl, Goettingen
2007
Disco to Disco, Exhibition Catalogue, Charta, Milano
2004
Massimo Vitali. Landscape with figures, Steidl, Goettingen
2001
Swimming pools, Steidl, Goettingen
1999
Beach & Disco, Steidl, Goettingen

## Filmografia
- Così parlò Bellavista, regia di Luciano De Crescenzo (1986) operatore